# Fremad (film)
 For alternative betydninger, se Fremad. (Se også artikler, som begynder med Fremad)
Fremad (originaltitel Onward) er en amerikansk computeranimeret fantasyfilm fra 2020, instrueret af Dan Scanlon, og udgivet af Pixar Animation Studios.

## Medvirkende

### Engelske stemmer
- Tom Holland som Ian Lightfoot
- Chris Pratt som Barley Lightfoot
- Julia Louis-Dreyfus som Laurel Lightfoot
- Octavia Spencer som Corey Manticore
- Ali Wong
- Lena Waithe
- John Ratzenberger

### Danske stemmer
- Emil Birk Hartmann som Ian Lightfoot
- Pilou Asbæk som Barley Lightfoot
- Mette Marckmann som Laurel Lightfoot
- Ellen Hillingsø som Corey Manticore

## Produktion
I juli 2017 annoncerede Pixar en "urban fantasy"-film på D23 Expo, med Dan Scanlon som instruktør. Filmen er inspireret af Scanlons fars død, da Scanlon og hans bror var yngre, og deres forhold. Han besluttede at skrive historien efter at have hørt et lydklip af sin far.  Den 12. december 2018 blev titlen afsløret, samtidig med at det kom ud at Chris Pratt og Tom Holland ville spille hovedrollerne.  I 2019 blev Jason Headley og Keith Bunin ansat for at omskrive manuskriptet.